# The Greatest Show on Earth (Band)
The Greatest Show on Earth war eine kurzlebige britische Pop-/Progressive-Rock-Band der frühen 1970er-Jahre, die wegen ihres Musikstils gerne mit den US-amerikanischen Bands Chicago und Blood, Sweat & Tears verglichen wurde.

## Besetzung
Gegründet wurde die Gruppe 1968 von den Brüdern Garth (Gesang, Gitarre) und Norman Watt-Roy (Bass); in ihrer Anfangsformation spielten außerdem Mick Deacon (Keyboard), Ron Prudence (Schlagzeug) sowie die drei Bläser Dick Hanson (Trompete), Tex Phillpotts und Ian Aitchison (Saxophon). Leadsänger war zunächst der Afroamerikaner Ozzie Lane, der aber 1969 in seine Heimatstadt New Orleans zurückkehrte und durch Colin Horton-Jennings (Gesang, Flöte, Gitarre) ersetzt wurde.

## Aufnahmen und Erfolge
Die Band spielte überwiegend eigene Titel, die meist von Horton-Jennings und Garth Watt-Roy geschrieben wurden. Ihre Musik war eine Melange aus Rhythm and Blues, Soul, Jazz und Rock und wurde von der Band als Progressive Rock bezeichnet. Um den Jahreswechsel 1969/70 herum bekam The Greatest Show On Earth einen Plattenvertrag bei EMIs Harvest-Label und veröffentlichte im Februar 1970 ihre erste Single Real Cool World, die zwar in Großbritannien keine große Resonanz fand, sich auf dem europäischen Kontinent jedoch, vor allem in den Niederlanden (Platz 7 in den Top 40) und der Bundesrepublik, ganz ordentlich verkaufte, wo ihre Konzerte dann auch gut besucht waren. Parallel dazu kam ihre Debüt-LP Horizons heraus, die nicht nur aus musikalischen Gründen, sondern ebenso wegen des von Hipgnosis künstlerisch gestalteten Plattencovers auffiel. Daraufhin wurden sie erstmals zu Live-Auftritten in der Radio One-Show von Mike Harding eingeladen.
Nachdem ihrer im November 1970 veröffentlichten zweiten LP The Going's Easy trotz Anerkennung durch die Musikkritik kein großer kommerzieller Erfolg beschieden war, trennten sich die Wege der Bandmitglieder bereits Mitte 1971 wieder. Horton-Jennings sang anschließend bei Gruppen wie Chaser und Taggett, Hanson arbeitete als Session-Musiker (unter anderem für die Blues Band, Dave Edmunds und Graham Parker) und Deacon spielte später bei Vinegar Joe, der Suzi Quatro Band und Darts. Norman Watt-Roy war Mitbegründer von Glencoe und anschließend Mitglied bei Ian Durys Begleitband The Blockheads.

## Diskografie

### Langspielplatten
- 1970: Horizons (Harvest), 1994 als CD auf Repertoire Records wiederveröffentlicht
- 1970: The Going's Easy (Harvest)
- 1975: Greatest Show on Earth (Harvest, Kompilation aus den ersten beiden Alben)
- 1997: The Greatest Show on Earth – Horizons/The Going's Easy (See For Miles Records, Two Albums on One CD)

### Singles
- 1970: Real Cool World / Again and Again
- 1970: Tell the Story / The Mountain Song

## Nachweise
1. ↑  Real Cool World bei Top40.nl, gesichtet am 28. April 2023